# Атланта Юнайтед
„Атланта Юнайтед“ е футболен отбор от гр. Атланта, щата Джорджия, САЩ, основан през 2014 г. Играе в Източната конференция на Мейджър Лийг Сокър.
Първият си мач в Мейджър Лийг Сокър отборът играе на 5 март 2017 година срещу Ню Йорк Ред Булс, като губи с 2-1. През 2018 година тимът постига и най-големият си успех като печели купата на МЛС. Атланта има и най-голямата фен база от всички отбори в МЛС, като отборът е водещ в класациите по посещаемост.
През 2018 година „Форбс“ го оценява и като най-скъпия отбор в лигата, струващ повече от 300 милиона долара.

## Успехи
- МЛС Къп: 2018